# Quercus urbanii
Quercus urbanii — вид рослин з родини букових (Fagaceae), поширений у Мексиці.

## Опис
Це невелике листопадне дерево 3–6(12) метрів заввишки; стовбур до 30 см у діаметрі або більше. Гілочки жовто-сіро вовнисті, протягом декількох років з непомітними сочевичками. Листки завдовжки 14–30 см, майже округлі або скрипкоподібні, жорсткі; верхівка округла; основа вузько серцеподібна; край товстий, загнутий, цільний або хвилясто-зубчастий; верх блідо-зелений, блискучий, шорсткий, гладкий, крім простих залозистих волосків і зірчастих на жилках; низ густо-жовтувато-вовнистий; ніжка листка вовниста, завдовжки 2–4 см; молоде листя помітно червоне й волохате. Квітне у грудні — січні. Чоловічі сережки завдовжки 10–20 см, з запушеною віссю та численними квітками; жіночі суцвіття 4–15 см завдовжки. Жолуді завдовжки 8–10 мм, яйцюваті, 6–10 разом; чашечка охоплює 1/3 або 1/2 горіха; дозрівають у жовтні, в перший рік.

## Середовище проживання
Вид поширений у Мексиці (Сонора, Сіналоа, штат Мексика, Халіско, Герреро, Дуранго, Наярит).
Вид обмежений західним схилом Західної Сьєрри-Мадре; росте на висотах 1400–2200 метрів.